# 日本驻南京大使馆旧址
日本驻南京大使馆旧址，又称日本駐中華民國大使館旧址，位于江苏省南京市鼓楼区北京西路3号。

## 历史
该建筑建于20世纪30年代，原为日本駐中華民國大使館，七七事变后撤销，侵华日军攻占南京后，将总领事馆搬迁于此，汪精卫政权成立后，恢复设立大使馆，门牌上书“大日本帝国大使馆”。抗战胜利后关闭，被国民政府没收，作为外交部宿舍。1949年成为南京市消防大队所在地。
2014年修缮，2019年10月入选全国重点文物保护单位。